# Pyrrhopyge punctata
Espèce
Pyrrhopyge punctata est une espèce de lépidoptères (papillons) de la famille des Hesperiidae, de la sous-famille des Pyrginae, de la tribu des Pyrrhopygini et du genre Pyrrhopyge.

## Dénomination
Pyrrhopyge punctata a été nommé par Johannes Karl Max Röber en 1925.

### Nom vernaculaire
Pyrrhopyge punctata se nomme Songo Firetip en anglais.

## Écologie et distribution
Pyrrhopyge punctata est présent en Bolivie.

### Protection
Pas de statut de protection particulier.